# Fürdőmúzeum
A Fürdőmúzeum a Budapesti Történeti Múzeum egyik kiállítóhelye Budapest III. kerületében, a Flórián tér 3-5. szám alatt, a gyalogos aluljáróban. A kiállítás a római kori Aquincumhoz tartozott katonai tábor közfürdőjének (therma) maradványait mutatja be.
Bejárata az aluljáró Tavasz utca felé vezető ágából nyílik. 1981-1984 között a romterület fölé két, irányonként két forgalmi sávos felüljárót építettek a Szentendrei út és az Árpád híd közötti autóforgalom számára, amelyek részleges védelmet biztosítanak az időjárás viszontagságai ellen.

## Története, látnivalók

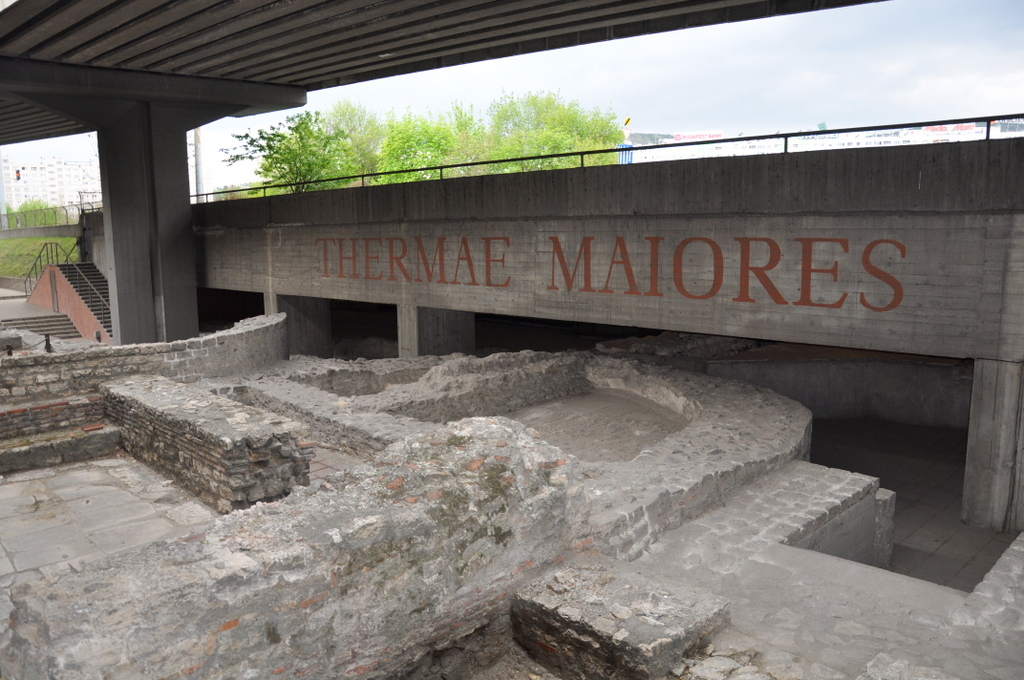

A Kr. u. 2–3. században a mai Flórián téren és környékén az aquincumi légió katonai tábora állt. A régészek megállapították, hogy az itteni közfürdő az egykori légiótábor legnagyobb építménye lehetett.
Az épületet eredetileg a 2. században emelték, de 260-ban egy háború során szinte teljesen elpusztult. Újjáépítéséről egy 268-ból származó kőbevésett felirat tudósít, mely a fürdőt Thermae Maiores (Nagy Fürdő) néven említi. Az eredeti oltárkő a többi régészeti lelettel együtt az Aquincumi Múzeumba került, másolata itt, a Fürdőmúzeum kiállításán látható. A bejáratnál elhelyezett ismertető és a fürdő rekonstruált rajza segíti a romok közötti tájékozódást.
A kb. 120 × 140 m alapterületű fürdőépület a légiótábor két főútjának kereszteződésében feküdt, főbejáratai a két utcáról nyíltak. Északi végén tornacsarnok állt, majd a hidegvízű medence következett, oldalain vetkőző helyiségekkel. A langyos vizű medence mellett kör alakú izzasztó volt, és a déli részen alakították ki a melegvizes fürdőrészt. A kiállításon jól kirajzolódnak az egyes épületrészek, termek, medencék alapvonalai. A fürdőhelyiségek maradványai mellett az egykori vízvezetékek-, csatornák- és a padló alatti fűtés rendszere is jól kivehető, egyes részei a szomszédos bérház alá is benyúlnak. Az aquincumi légiótábor ismert épületeit, kutatásának történetét bemutató tablókat is ezen a fedett területen helyezték el.

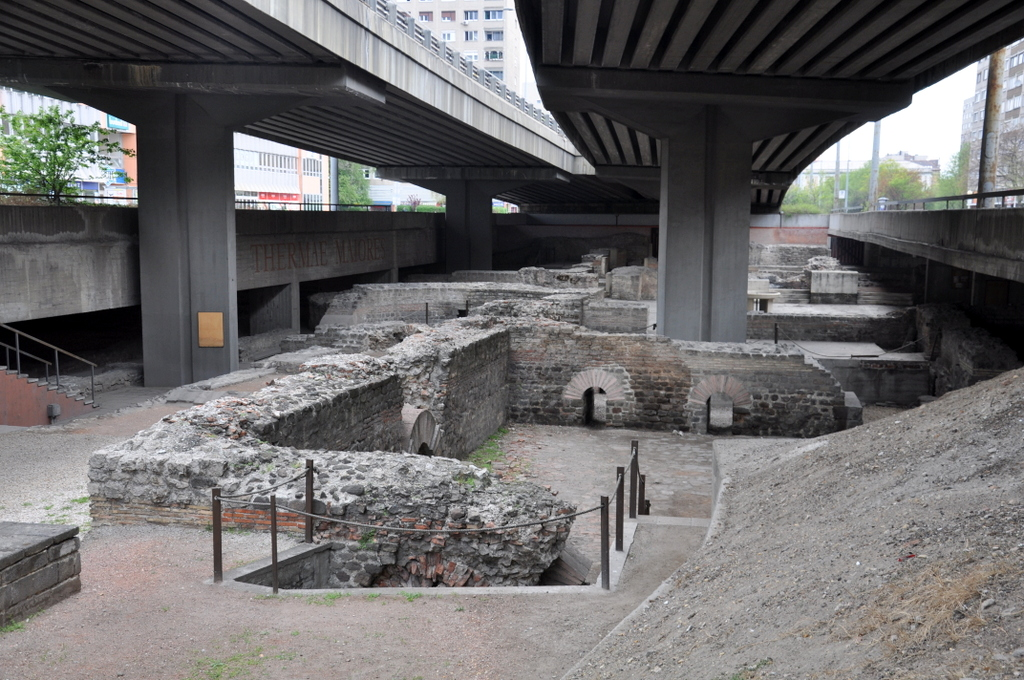

A 4. században a légiót másik helyre telepítették át. A Thermae Maiores megszűnt, épületét palotává alakították át, feltehetően az újonnan kialakított tartomány katonai vezetője számára.

### A kutatás történetéből
A fürdő egy részletét először Schönvisner István tárta fel 1778-ban, később egy védőépületben mutatták be, „így az Magyarország első régészeti feltárásának és műemlékének számít,” – olvasható a bejáratnál elhelyezett ismertetőn. Az első feltárást később több is követte, így 1961-ben és 1981–1984 között. 1962-ben a romterületet az újonnan feltárt és konzervált részekkel kibővítették, utána alakult meg a múzeum. Mai formáját az Flórián tér többszintes csomóponttá alakítása során nyerte el. Az 1985-ben újranyílt kiállítás az aluljáróból közelíthető meg. 2006-ban egy építkezést megelőző régészeti feltáráson a Thermae Maiores újabb részletei kerültek napvilágra.

## Lásd még
- Aquincumi Múzeum
- Aquincumi vízvezeték
- Aquincumi katonai amfiteátrum
- Pannonia (provincia)

## Ajánlott irodalom
- Németh Margit: Az aquincumi Fürdő Múzeum (2013) BTM Aquincumi Múzeum, Archaeolinqua Alapítvány
- Wellness az ókorban: fürdőkultúra Aquincumban (2016) BTM